# Јукио Шимомура
Јукио Шимомура (јап. 下村 幸男; 25. јануар 1932) бивши је јапански фудбалер.

## Каријера
Током каријере играо је за Тојо.

## Репрезентација
За репрезентацију Јапана дебитовао је 1955. године. Учествовао је и на олимпијским играма 1956.

## Статистика
| Јапан  | Јапан | Јапан |
| Год.   | Ута.  | Гол.  |
| ------ | ----- | ----- |
| 1955   | 1     | 0     |
| Укупно | 1     | 0     |